# スペシウム
スペシウム (Spacium) は、特撮テレビドラマ『ウルトラシリーズ』に登場する架空の物質である。設定上の原子番号は133。

## 概要
ウルトラマン
ウルトラマンの必殺技「スペシウム光線」に多く含まれ、バルタン星人にとっては致命的な効果を持つ。また、地球には存在せず火星に存在していることが、第2話における科学特捜隊のムラマツキャップの台詞で明かされている。その後、第16話でイデ隊員がスペシウムを光線に変換して発射する新装備「マルス133」を開発している。
帰ってきたウルトラマン
第37話で、ナックル星人がスペシウム光線の組成を、｢アルミニウム原子3000個：クロム原子100個｣と分析している。
ウルトラマンダイナ
『ウルトラマン』とは異なる世界を舞台にしているが、こちらの世界でも火星にスペシウムが存在する。莫大なエネルギーを生む鉱物と語られ、第42話ではそのエネルギーを利用した兵器「スペシウム砲」の試作品が製作されている。
ウルトラマンメビウス
『ウルトラQ』から『ウルトラマン80』まで連なる世界の続編であるため、火星へ進出した人類によってスペシウムの採掘と地球への輸送が行われており、CREW GUYSによって侵略宇宙人や怪獣に対する攻撃兵器「スペシウム弾頭弾」が開発・使用されている。
ULTRAMAN（漫画）
『ウルトラマン』から数十年後を舞台とするが、『ウルトラセブン』以降の『ウルトラシリーズ』とは異なる世界であり、スペシウムをエネルギー源とするパワードスーツ「ウルトラマンスーツ」が開発・使用されている。また、スペシウムブレード、スペシウムソード、ワイドショットといったスペシウムをエネルギー源とする武装もある。
シン・ウルトラマン
ウルトラマンのエネルギー源かつ身体の構成物質として、「133番元素、スペシウム133」と外星人第2号ザラブの口から語られたほか、この物質の応用により、腕を十字に組んで発射する光波熱線（スペシウム光線）の使用や、重力を歪めての高速飛行を実現させている、とも語られた。
なお、日本語における核種や同位体の一般表記に従えば133は原子量を差し、原子番号も133であるなら陽子のみから構成される原子核を持ち、未知の物理法則によって原子核が維持されていることになる。